# Open Sud de France 2013 - Qualificazioni singolare
Le qualificazioni del singolare  dell'Open Sud de France 2013 sono state un torneo di tennis preliminare per accedere alla fase finale della manifestazione. I vincitori dell'ultimo turno sono entrati di diritto nel tabellone principale. In caso di ritiro di uno o più giocatori aventi diritto a questi sono subentrati i lucky loser, ossia i giocatori che hanno perso nell'ultimo turno ma che avevano una classifica più alta rispetto agli altri partecipanti che avevano comunque perso nel turno finale.

## Teste di serie
1. Kenny de Schepper (ultimo turno, Lucky Loser)
2. Josselin Ouanna (ultimo turno)
3. Dmitrij Tursunov (ultimo turno)
4. Florent Serra (qualificato)

1. Marc Gicquel (ultimo turno)
2. Jonathan Dasnières de Veigy (primo turno)
3. Igor' Kunicyn (primo turno)
4. Arnau Brugués-Davi (qualificato)

## Qualificati
1. Adrián Menéndez Maceiras
2. Arnau Brugués-Davi

1. Guillermo Olaso
2. Florent Serra

### Lucky Loser
1. Kenny de Schepper

## Tabellone

### Legenda
| - Q = Qualificato - WC = Wild card - LL = Lucky loser | - ALT = Alternate - SE = Special Exempt - PR = Protected Ranking | - w/o = Walkover - r = Ritirato - d = Squalificato |

### Sezione 1
|  | Primo turno              | Primo turno              | Primo turno              | Primo turno | Primo turno |  |  | Secondo turno            | Secondo turno            | Secondo turno     | Secondo turno            | Secondo turno |   |   | Ultimo turno | Ultimo turno      | Ultimo turno | Ultimo turno | Ultimo turno |  |
|  |                          |                          |                          |             |             |  |  |                          |                          |                   |                          |               |   |   |              |                   |              |              |              |  |
|  | 1                        | Kenny de Schepper        | Kenny de Schepper        | 6           | 6           |  |  |                          |                          |                   |                          |               |   |   |              |                   |              |              |              |  |
|  |                          | Takanyi Garanganga       | Takanyi Garanganga       | 1           | 3           |  |  | 1                        | Kenny de Schepper        | Kenny de Schepper | 6                        | 7             |   |   |              |                   |              |              |              |  |
|  | Fabrice Martin           | Fabrice Martin           | 4                        | 6           | 6           |  |  |                          | Fabrice Martin           | Fabrice Martin    | 3                        | 63            |   |   |              |                   |              |              |              |  |
|  | David Pérez Sanz         | David Pérez Sanz         | 6                        | 3           | 2           |  |  |                          |                          |                   |                          |               |   |   | 1            | Kenny de Schepper | 7            | 3            | 4            |  |
|  | Elie Rousset             | Elie Rousset             | Elie Rousset             | 2           | 4           |  |  |                          |                          |                   | Adrián Menéndez Maceiras | 65            | 6 | 6 |              |                   |              |              |              |  |
|  | Adrián Menéndez Maceiras | Adrián Menéndez Maceiras | Adrián Menéndez Maceiras | 6           | 6           |  |  | Adrián Menéndez Maceiras | Adrián Menéndez Maceiras | 6                 | 63                       | 6             |   |   |              |                   |              |              |              |  |
|  |                          | Mathieu Rodrigues        | 5                        | 6           | 6           |  |  | Mathieu Rodrigues        | Mathieu Rodrigues        | 4                 | 7                        | 2             |   |   |              |                   |              |              |              |  |
|  | 7                        | Igor' Kunicyn            | 7                        | 4           | 4           |  |  |                          |                          |                   |                          |               |   |   |              |                   |              |              |              |  |

### Sezione 2
|  | Primo turno       | Primo turno        | Primo turno        | Primo turno | Primo turno |  |  | Secondo turno | Secondo turno      | Secondo turno | Secondo turno      | Secondo turno      |   |   | Ultimo turno | Ultimo turno    | Ultimo turno    | Ultimo turno | Ultimo turno |  |
|  |                   |                    |                    |             |             |  |  |               |                    |               |                    |                    |   |   |              |                 |                 |              |              |  |
|  | 2                 | Josselin Ouanna    | Josselin Ouanna    | 6           | 6           |  |  |               |                    |               |                    |                    |   |   |              |                 |                 |              |              |  |
|  | WC                | Wang Tak Khunn     | Wang Tak Khunn     | 1           | 1           |  |  | 2             | Josselin Ouanna    | 63            | 6                  | 6                  |   |   |              |                 |                 |              |              |  |
|  | Danilo Petrović   | Danilo Petrović    | Danilo Petrović    | 6           | 7           |  |  |               | Danilo Petrović    | 7             | 2                  | 4                  |   |   |              |                 |                 |              |              |  |
|  | Grégoire Burquier | Grégoire Burquier  | Grégoire Burquier  | 3           | 63          |  |  |               |                    |               |                    |                    |   |   | 2            | Josselin Ouanna | Josselin Ouanna | 62           | 4            |  |
|  | Jules Marie       | Jules Marie        | Jules Marie        | 6           | 6           |  |  |               |                    | 8             | Arnau Brugués-Davi | Arnau Brugués-Davi | 7 | 6 |              |                 |                 |              |              |  |
|  | Yannick Mertens   | Yannick Mertens    | Yannick Mertens    | 1           | 4           |  |  |               | Jules Marie        | 7             | 2                  | 1                  |   |   |              |                 |                 |              |              |  |
|  |                   | Riccardo Ghedin    | Riccardo Ghedin    | 3           | 5           |  |  | 8             | Arnau Brugués-Davi | 68            | 6                  | 6                  |   |   |              |                 |                 |              |              |  |
|  | 8                 | Arnau Brugués-Davi | Arnau Brugués-Davi | 6           | 7           |  |  |               |                    |               |                    |                    |   |   |              |                 |                 |              |              |  |

### Sezione 3
|  | Primo turno       | Primo turno                 | Primo turno                 | Primo turno | Primo turno |  |  | Secondo turno    | Secondo turno      | Secondo turno      | Secondo turno   | Secondo turno |   |   | Ultimo turno | Ultimo turno     | Ultimo turno | Ultimo turno | Ultimo turno |  |
|  |                   |                             |                             |             |             |  |  |                  |                    |                    |                 |               |   |   |              |                  |              |              |              |  |
|  | 3                 | Dmitrij Tursunov            | Dmitrij Tursunov            | 7           | 7           |  |  |                  |                    |                    |                 |               |   |   |              |                  |              |              |              |  |
|  |                   | Vincent Millot              | Vincent Millot              | 5           | 64          |  |  | 3                | Dmitrij Tursunov   | Dmitrij Tursunov   | 6               | 6             |   |   |              |                  |              |              |              |  |
|  |                   | Arsenije Zlatanović         | 6                           | 5           | 4           |  |  | WC               | Iván Arenas-Gualda | Iván Arenas-Gualda | 4               | 1             |   |   |              |                  |              |              |              |  |
|  | WC                | Iván Arenas-Gualda          | 4                           | 7           | 6           |  |  |                  |                    |                    |                 |               |   |   | 3            | Dmitrij Tursunov | 6            | 3            | 5            |  |
|  | Guillermo Olaso   | Guillermo Olaso             | Guillermo Olaso             | 7           | 6           |  |  |                  |                    |                    | Guillermo Olaso | 1             | 6 | 7 |              |                  |              |              |              |  |
|  | Yannick Jankovits | Yannick Jankovits           | Yannick Jankovits           | 65          | 0           |  |  | Guillermo Olaso  | Guillermo Olaso    | 3                  | 7               | 6             |   |   |              |                  |              |              |              |  |
|  |                   | Nicolas Devilder            | Nicolas Devilder            | 6           | 7           |  |  | Nicolas Devilder | Nicolas Devilder   | 6                  | 6               | 4             |   |   |              |                  |              |              |              |  |
|  | 6                 | Jonathan Dasnières de Veigy | Jonathan Dasnières de Veigy | 3           | 64          |  |  |                  |                    |                    |                 |               |   |   |              |                  |              |              |              |  |

### Sezione 4
|  | Primo turno  | Primo turno         | Primo turno         | Primo turno | Primo turno |  |  | Secondo turno | Secondo turno | Secondo turno | Secondo turno | Secondo turno |    |   | Ultimo turno | Ultimo turno  | Ultimo turno  | Ultimo turno | Ultimo turno |  |
|  |              |                     |                     |             |             |  |  |               |               |               |               |               |    |   |              |               |               |              |              |  |
|  | 4            | Florent Serra       | Florent Serra       | 6           | 6           |  |  |               |               |               |               |               |    |   |              |               |               |              |              |  |
|  |              | Andre Begemann      | Andre Begemann      | 3           | 4           |  |  | 4             | Florent Serra | Florent Serra | 7             | 7             |    |   |              |               |               |              |              |  |
|  | John Peers   | John Peers          | 6                   | 6(1)        | 2           |  |  |               | Romain Jouan  | Romain Jouan  | 6(0)          | 5             |    |   |              |               |               |              |              |  |
|  | Romain Jouan | Romain Jouan        | 3                   | 7           | 6           |  |  |               |               |               |               |               |    |   | 4            | Florent Serra | Florent Serra | 7            | 6            |  |
|  | WC           | Sami Reinwein       | Sami Reinwein       | 7           | 6           |  |  |               |               | 5             | Marc Gicquel  | Marc Gicquel  | 63 | 3 |              |               |               |              |              |  |
|  |              | Enrique López-Pérez | Enrique López-Pérez | 63          | 4           |  |  | WC            | Sami Reinwein | 4             | 6             | 62            |    |   |              |               |               |              |              |  |
|  | WC           | Dorian Descloix     | Dorian Descloix     | 6(0)        | 2           |  |  | 5             | Marc Gicquel  | 6             | 3             | 7             |    |   |              |               |               |              |              |  |
|  | 5            | Marc Gicquel        | Marc Gicquel        | 7           | 6           |  |  |               |               |               |               |               |    |   |              |               |               |              |              |  |